# Falstaff

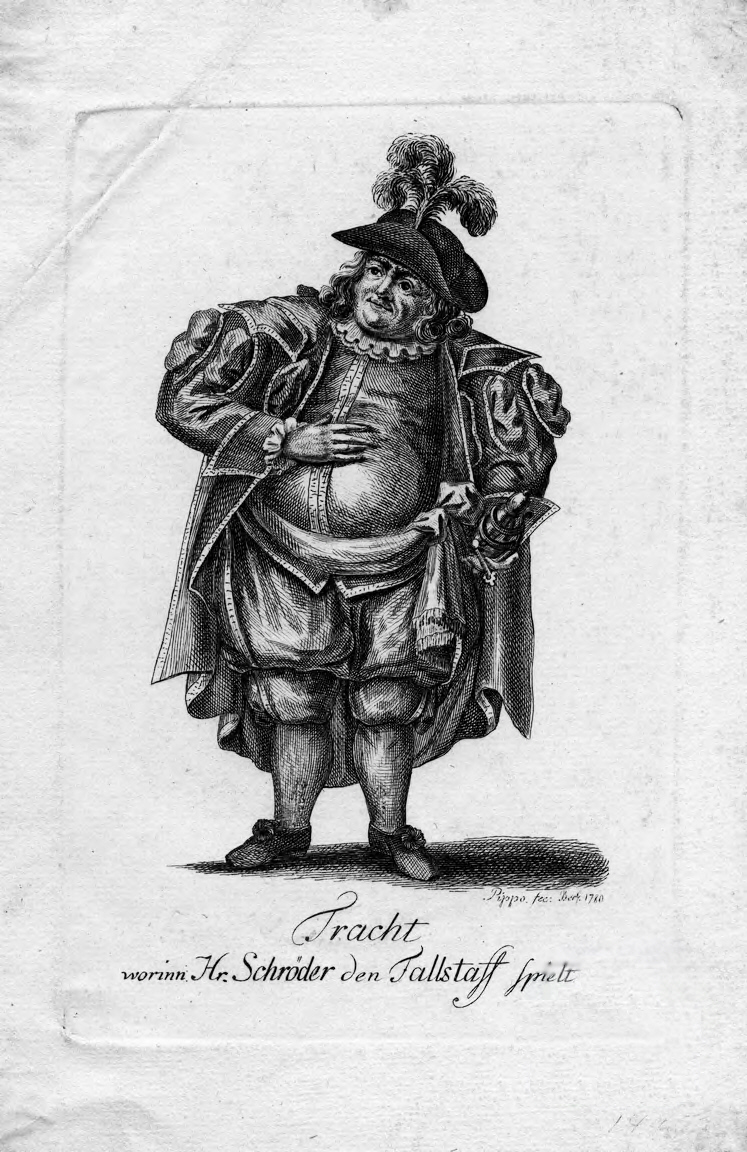
„Pippo“: Tracht worinn Hr. Schröder den Fallstaff spielt, Berlin 1780; dargestellt ist Friedrich Ludwig Schröder

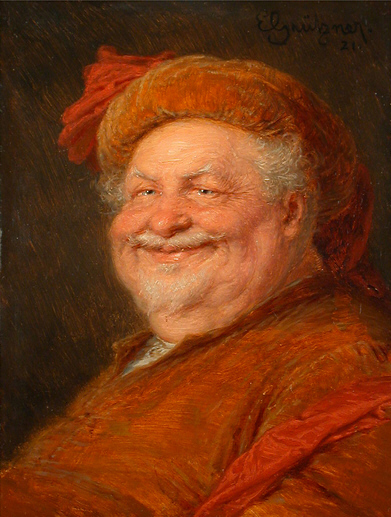
Eduard von Grützner: „Falstaff“, 1921

Die literarische Figur des Sir John Falstaff kam erstmals in den Stücken Heinrich IV., Teil 1, Heinrich IV., Teil 2 und Die lustigen Weiber von Windsor von William Shakespeare vor. Es handelt sich um einen wohlbeleibten, trink- und raufsüchtigen Soldaten, der in Die lustigen Weiber von Windsor als zur Selbstüberschätzung neigend und in Heinrich IV. als melancholisch dargestellt wird. Der Name Falstaff wird für einen dicken Angeber und Genießer verwendet.
Die Figur sollte ursprünglich Sir John Oldcastle heißen und wurde wegen der Namensgleichheit mit einem bekannten Ritter in Falstaff umbenannt. Die Figur des Falstaff war sehr beliebt und wurde von Shakespeare und auch anderen Autoren und Komponisten aufgegriffen und in eigenen Werken als komische Figur verarbeitet.
In Heinrich V. spielen Sir John Falstaff sowie seine Gefolgschaft und sein Haushalt ebenfalls eine Rolle in der Rahmenhandlung. Wir erleben hier den in königliche Ungnade gefallenen, sterbenden Falstaff, der den Frankreichfeldzug seines Königs von 1415 nicht mehr erlebt.
Obwohl in der Originalfassung Shakespeares von Heinrich V. die Krankheit sowie der Tod Falstaffs nur kurz in den Szenen II.1 und II.3 erwähnt werden und Falstaff als Bühnenfigur in dem Stück selbst keinen Auftritt mehr hat, erscheint er dennoch als eigenständige Figur in zahlreichen Theaterinszenierungen oder Filmadaptionen von Shakespeares Henry V., so beispielsweise in Laurence Oliviers berühmter Filmfassung von 1944 oder in Kenneth Branaghs Verfilmung von 1989 mit George Robey und Robbie Coltrane als Darstellern.

## Werke (Titelfigur)
- Falstaff ossia Le tre burle; Oper von Antonio Salieri (1799)
- Falstafferel, lass’ dich sehen! von Ludwig van Beethoven (WoO 184) (1823)[6]
- Falstaff; Oper von Michael William Balfe (1838)
- Falstaff; Oper von Adolphe Adam (1856)
- Falstaff; Oper von Giuseppe Verdi (1893)
- Falstaff – Symphonische Studie, Symphonische Dichtung von Edward Elgar (1913)
- Sir John in Love von Ralph Vaughan Williams (1924–28, UA 1929)
- Falstaff – Glocken um Mitternacht; Filmcollage von Orson Welles nach fünf Stücken Shakespeares